# Maurandya barclayana
Maurandya barclayana là một loài thực vật có hoa trong họ Mã đề. Loài này được John Lindley mô tả khoa học đầu tiên năm 1827.

## Phân bố
Loài này là bản địa Mexico, nhưng hiện nay đã du nhập vào đông bắc và tây bắc Argentina, Bolivia, Colombia, Costa Rica, Ecuador, Guatemala, Jamaica, New Caledonia, Peru.

## Hình ảnh

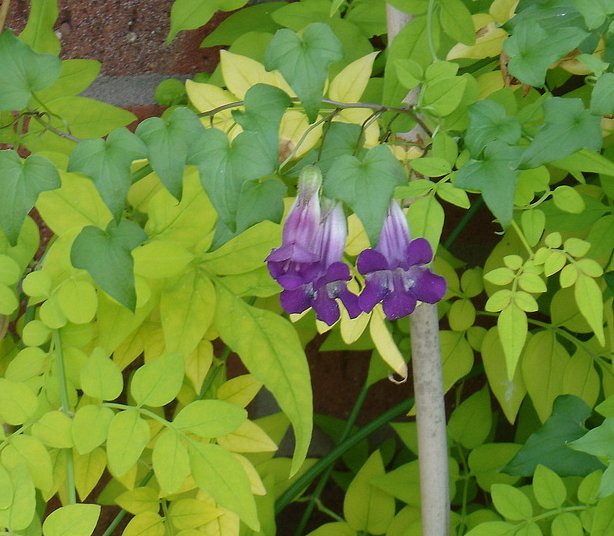
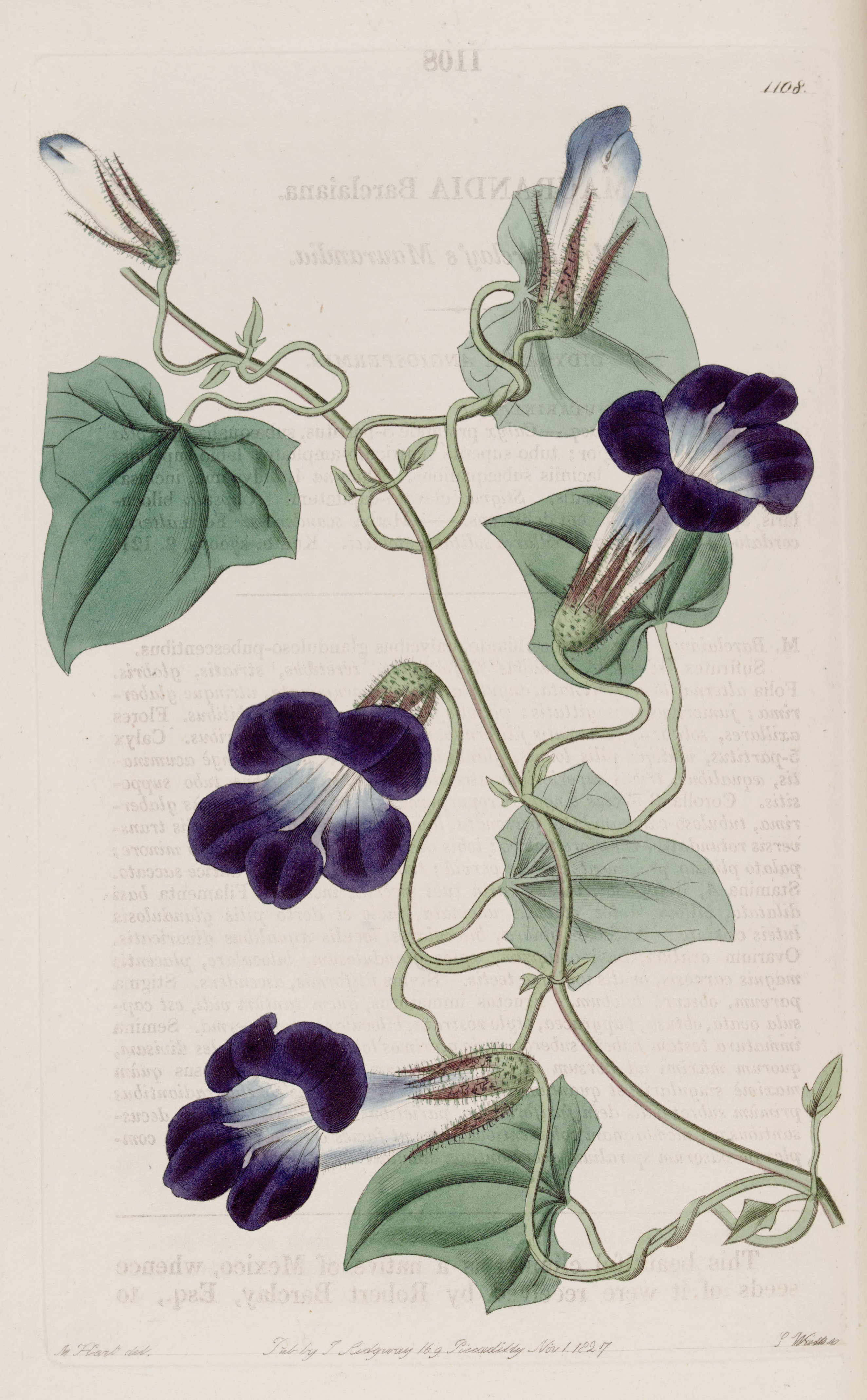